# لواء الوسطية
لواء الوسطية هو أحد ألوية محافظة إربد ومركزه بلدة كفر أسد، والقرى التابعة له هيه بلدة قم والتي تعتبر المركز العشائري والقبلي للعزام وقميم وكفرعان والخراج وحوفا الوسطية وصيدور .وقد استحدث في سنة 2001.